# Урми (река)
Урми́ — река в Хабаровском крае и Еврейской автономной области, правая составляющая Тунгуски (бассейн Амура).
Длина — 458 км, площадь водосборного бассейна — 15 тыс. км². Средний расход воды в 204 км от устья составляет 170 м³/с. В бассейне Урми около 1040 озёр общей площадью свыше 32 км².
Урми берёт начало на южном склоне Баджальского хребта, далее протекает вдоль Буреинского хребта, в нижнем течении — по Нижнеамурской низменности. Сливаясь с рекой Кур дает начало левому притоку Амура реке Тунгуске, для которой является правой составляющей. В верховьях Урми расположено крупнейшее в России оловорудное месторождение (Правоурмийское месторождение). По реке Урми (в низовьях) проходит административная граница между Еврейской автономной областью (правый берег) и Хабаровским краем (левый берег).
Река пригодна для сплава (260 км). Судоходна для катеров.

## Притоки

Бассейн Амура

Основные притоки (указано расстояние от устья):
- 20 км: река Ольгохта
- 30 км: река Большой Ин
- 98 км: река Оль
- 134 км: река Созеро
- 206 км: река Кукан
- 229 км: река Диктанга
- 241 км: река Уячин
- 251 км: река Беренджа (Беранжа)
- 257 км: река Делунга
- 264 км: река Курумкан
- 274 км: река Гирбичи
- 278 км: река Этерсей
- 281 км: река Трук
- 295 км: река Сынчуга
- 308 км: река Космунь
- 343 км: река Пачан
- 344 км: река Большая Хавагда
- 366 км: река Урмийская Лака
- 390 км: река Анник
- 423 км: река Ирунгда-Макит
- 438 км: река Омот

## Населённые пункты у реки
От истока к устью, все на правом берегу:
Хабаровский район Хабаровского края
- Догордон
  - Уечен (бывшее село на левом берегу, нежилое)
- Кукан
- Наумовка
- Томское

Смидовичский район Еврейской автономной области
- Песчаное
- Урми
- Ольгохта
- Лумку-Корань